# Schwarzer Kocher
Der Schwarze Kocher ist der linke, längere Quellfluss des Kochers. Er entspringt südlich von Oberkochen aus dem Kocherursprung. Bei Unterkochen vereinigt er sich mit dem Weißen Kocher zum Kocher.

## Name
Da der Quellfluss nach seinem Ursprung still davonrinnt, hat der Betrachter den Eindruck, er wäre schwarz. Dies hat zum Namen Schwarzer Kocher geführt. Eine andere Erklärung ist, dass Schlackenreste der ehemaligen Schlackenwäscherei in der Nähe des Kocherursprungs dem Schwarzen Kocher seinen Namen gaben.
Historische Karten, nämlich die Walchsche Karte aus dem Jahre 1804 und die Majersche Karte aus dem Jahre 1705, belegen jedoch, dass im Laufe der Zeit die Namen der Quellflüsse des Kochers vertauscht wurden. Dort wird der Oberkochener Zufluss, der heutige Schwarze Kocher, als „Rot Kocher“ bezeichnet und der Unterkochener Zufluss, der heutige Weiße Kocher, als „Schwarz Kocher“.

## Geographie

### Verlauf

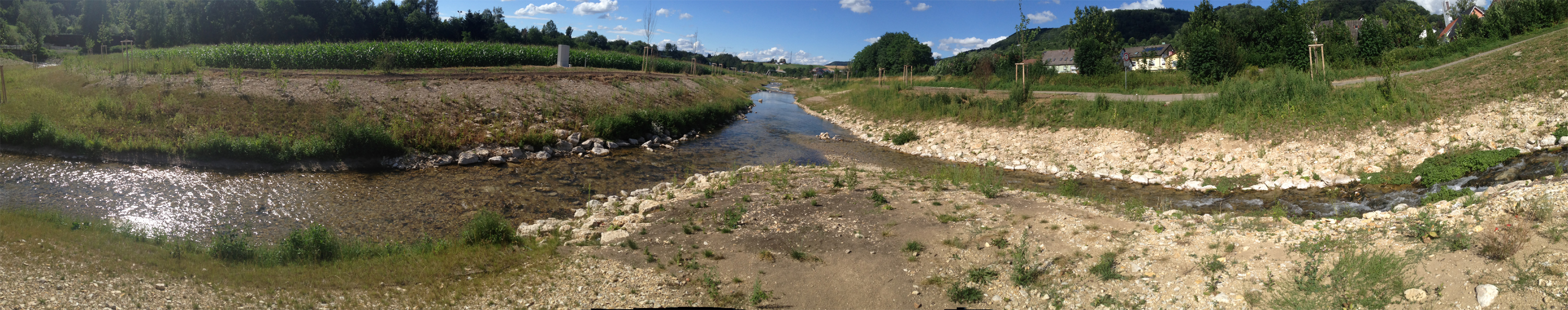
Zusammenfluss des Schwarzen Kochers (links) und des Weißen Kochers (rechts) in Unterkochen seit der Renaturierung 2015

Der Ursprung des Schwarzen Kochers südlich von Oberkochen ist Start- und Endpunkt der Oberkochener Route des Karstquellenweges. 
Der Schwarze Kocher durchfließt die Stadt Oberkochen, wo ihm der dritte und kleinste Quellbach des Kochers, der Rote Kocher, aus dem Ölweiher zufließt. Des Weiteren wird er vom Katzenbach gespeist. Dieser entspringt im Wiesengrund aus einer typischen Schichtgrenzquelle. Der Katzenbach fließt, teilweise verrohrt, nach kurzem Lauf als Zollbach bei der Bahnhofsbrücke in einen Mühlkanal neben dem Schwarzen Kocher. Etwa einen halben Kilometer abwärts mündet ebenfalls im Siedlungsgebiet der Stadt, wenige Schritte vor dessen Rücklauf, der auch Langertbach genannte Gutenbach in denselben Kanal.
Im Aalener Stadtteil Unterkochen vereinigt sich der Schwarze mit dem Weißen Kocher. Der Zusammenfluss wurde im Jahr 2015 renaturiert und etwa 100 m nach Nordosten verlegt. Dort, wo heute der Schwarze Kocher nach Osten fließt, verlief bis zur Umgestaltung der Weiße Kocher nach Westen.

### Zuflüsse
- Roter Kocher (links)
- Katzenbach (links)
- Gutenbach, im unteren Teil auch Zollbach genannt (links)
- Edlenbach (rechts)

## Bildergalerie

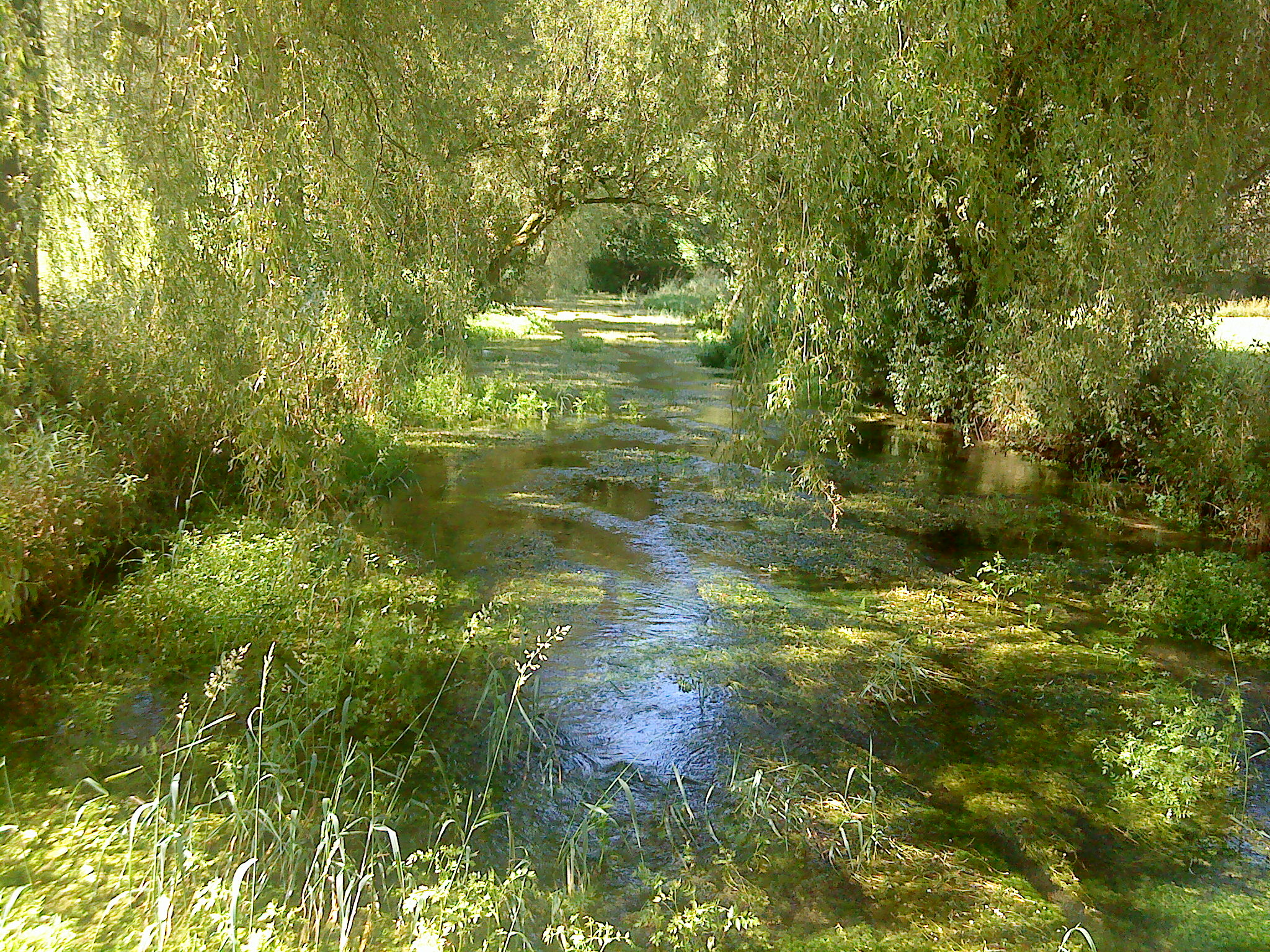
Der Schwarze Kocher kurz nach seinem Ursprung
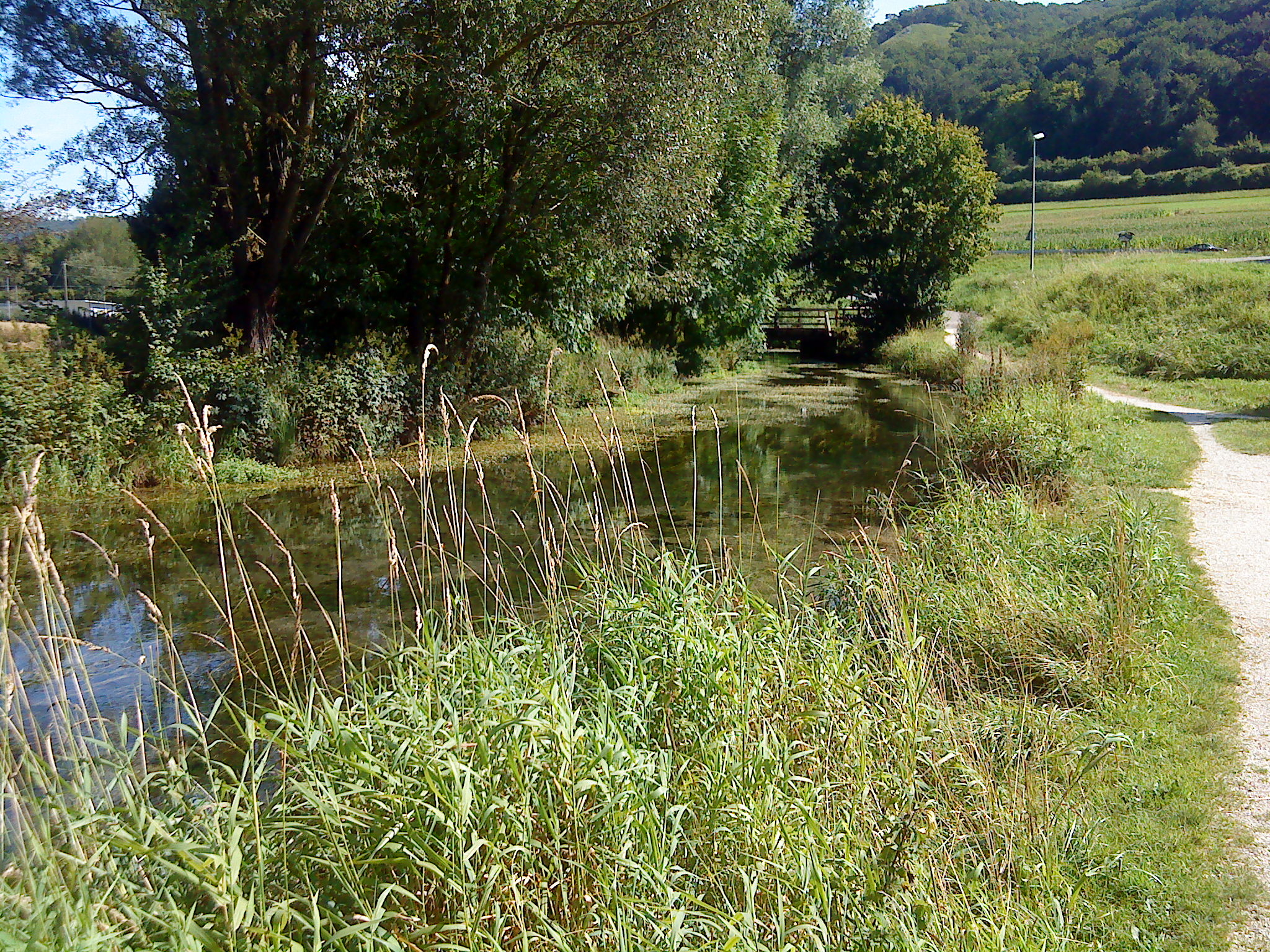
Der Schwarze Kocher vor Oberkochen
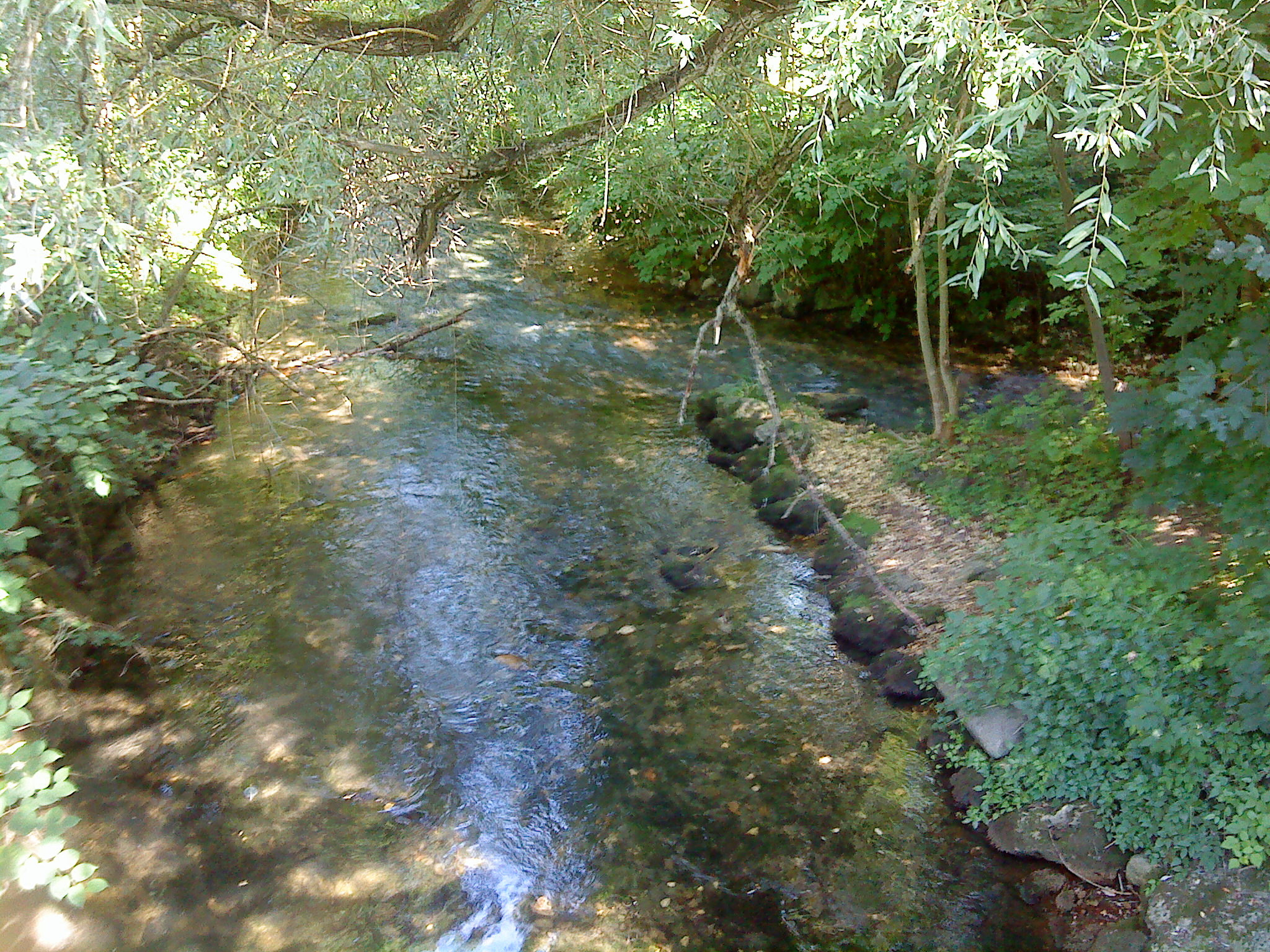
Früherer Zusammenfluss des Schwarzen Kochers (links) und des Weißen Kochers (rechts) in Unterkochen vor der Renaturierung
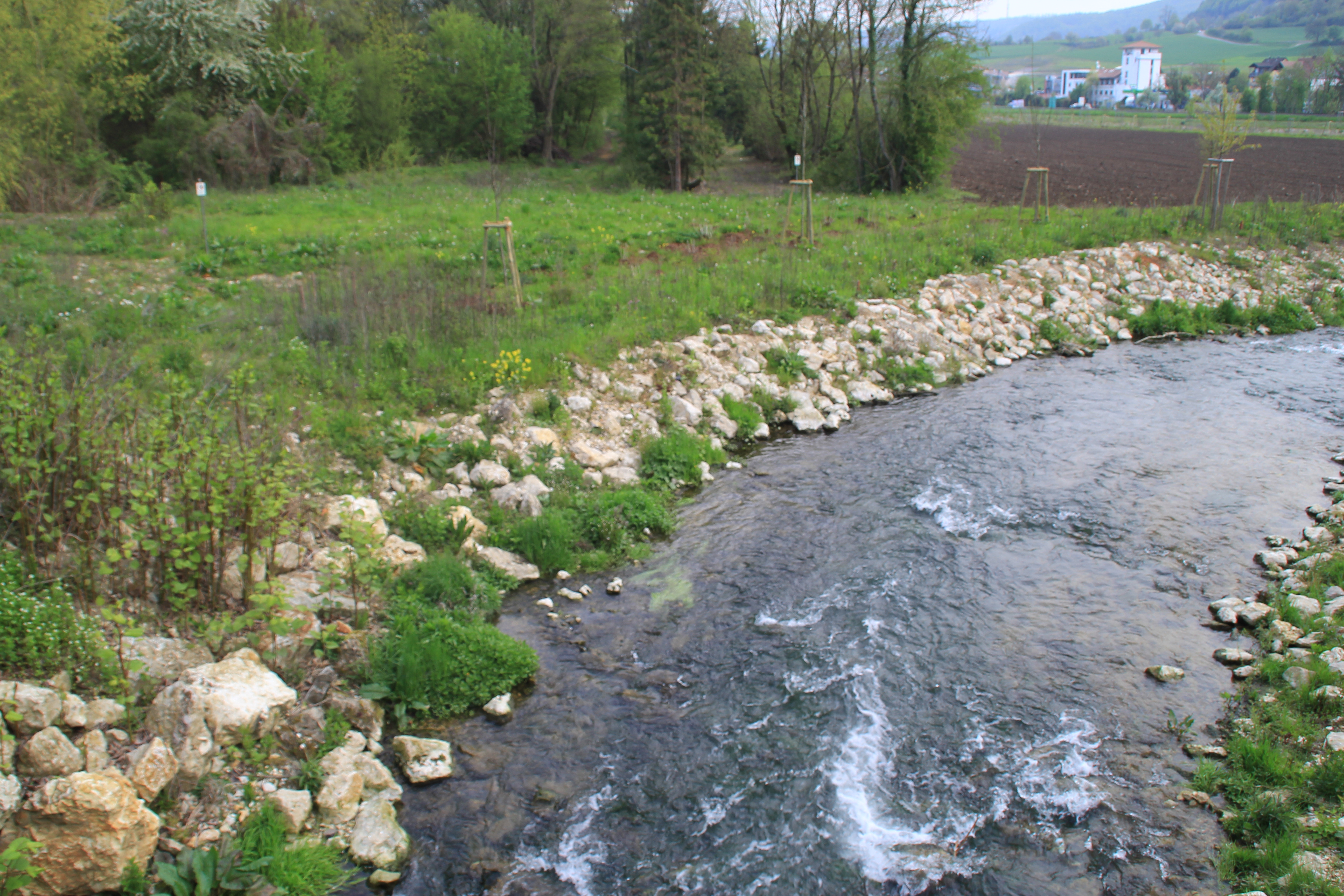
Stelle des früheren Zusammenflusses heute